# 荨麻疹
蕁麻疹（urticaria，hives）是由于皮肤和黏膜的小血管反应性扩张及渗透性增加，导致局限性水肿的一种过敏性皮肤病。蕁麻疹通常分為急性與慢性兩種，急性蕁麻疹一般只發作1至3天，而慢性蕁麻疹（持續6週以上）則可能反覆發生，並可長達數年。症状是局部皮肤忽然成块地红肿，发痒或刺癢，皮膚有類似蚊子咬的紅腫塊。病灶時常會在身上其他區域輪流出現。一般來說，蕁麻疹會持續數日，且不會留下任何疤痕。只有小於百分之五的案例會持續六周以上，蕁麻疹的症狀常會復發。
荨麻疹有许多异名，俗称风团或风疹块，但此两称呼更特指寒冷性荨麻疹（cold urticaria）。有的地区叫鬼风疙瘩，中醫稱癮疹，客語稱冷瘼。
蕁麻疹常在患者罹患感染症時，或是對於藥物、蚊蟲叮咬，或食物過敏後出現。心理壓力、失溫、或震動都有可能誘發。半數以上的蕁麻疹病因都不明。过敏性鼻炎或氣喘的病史，是重要危險因子。皮膚外觀是主要的診斷依據。貼布試驗有時候對診斷過敏會有所幫助。
避免接觸过敏原是最重要的方式。主要的方式為使用苯海拉明、雷尼替丁等抗組織胺藥。較為嚴重的案例可能會使用皮質類固醇或白三烯素劑。環境氣溫保持涼爽，也會有所幫助。對於持續六周以上的症狀，像是環孢靈等的免疫劑也許會有所幫助。
約有五分之一的人都曾罹患過蕁麻疹。對於短期的症狀，性別並未造成差異，大多發生在小孩身上；但症狀持續較久的案例，則大多為女性，發生在中年人身上。蕁麻疹在兩千多年前的中醫典籍—「內經」一書中即有相關的記載，因症狀來的快去得快疾如風故又俗稱風疹塊，後世用發作的感覺類比接觸蕁麻而得名。西方在希波克拉底時代也已有記載。蕁麻疹的英文「urticaria」源自拉丁文，urtica原意為“蕁麻”。

## 成因
荨麻疹可由多种原因引起，常見原因之一是身體對某些外來物質或刺激產生過敏反應，例如昆虫叮咬，或因冷、热、因风、日光等的物理性刺激，花粉、荨麻等植物性刺激，進食鱼、虾、蟹等敏感性食物，注射血清、青霉素等药物，病灶感染或肠寄生虫感染产生的毒性物质刺激，甚至灰塵、毛髮及皮屑或黴菌等刺激。也有因营养不良或脑力消耗过度，影响身体对某些人体不能合成的氨基酸的吸收与代谢，从而导致抵抗力降低有关。
治療急性蕁麻疹，現代醫學會使用用抗組織胺或是類固醇。中醫「治療」就是利用疏風清熱的方法消退風疹塊。如：消風散。有些蕁麻疹的發生與過敏原是沒有關係的，如在運動、流汗、高溫的環境、情緒緊張、洗熱水澡時出現的蕁麻疹，這些稱為膽素型蕁麻疹（Cholinergic Urticaria），或合併有焦慮症的人身上出現，成因與控制身體血壓與心跳等功能的神經系統釋放出來的某些化學物質有關。
也有可能是自律神經失調引起。

## 症狀
开始时全身各处皮膚出現红色斑点，多集中在面部，腿部与手臂。然后红点形成凸起的疹塊，面积逐渐加大，或者连成一片，一般都伴有剧烈的痒感。若用指甲抓挠会在指甲经过的地方形成条状突起红斑，与周围疹塊相连。瘙痒一般持续一个小时左右，一般数个小时后红肿才基本消退，有些甚至長達24小时，然後会自行消退。此后会在身体的另一部位或面部上再次出现类似的风团。
中醫稱之為風疹塊或癮疹，來得快去得快的，可以發生在任何年齡。皮膚腫脹是因為血管突然擴張，組織液滲透加上發炎所造成的，所以又稱為「神經血管性水腫」，常見於嘴唇、眼皮和手腳掌。

## 治療
- 主要以口服或外用抗組織胺藥（如西替利嗪、非索非那定等）減輕過敏症狀。
- 冰敷能暫時緩解痕癢
- 有穴位注射疗法
- 辅助治疗可以用盐水清洗出疹部位

荨麻疹初起皮肤局部发生瘙痒，抓后皮肤潮红，迅即发生形状不一，大小不等鲜红或白色风团，剧烈瘙痒，此起彼伏，一日之内可发作数次。一般皮疹泛发全身，粘膜部位亦可受累，发生于胃肠道可伴有腹痛、腹泻，发生于喉头粘膜，则可引起喉头水肿产生呼吸困难，胸闷憋气，严重者可窒息死亡，这种情况可临时用一下激素类药物急救（但切忌用多，用多只会适得其反并给内分泌系统造成严重的不可逆转的损害）。反复发作者，可迁延数月或数年。
慢性荨麻疹患者应注意药物因素引起的过敏。在临床中，有些药物可以损害肝脏和肾脏而引起荨麻疹，如青霉素、四环素、氯霉素、链霉素、磺胺类药物、多粘霉素等抗生素，安乃近、阿司匹林等解热镇痛剂等等。
日常可以透過UAS7蕁麻疹檢測表，了解自己的蕁麻疹症狀程度屬於輕微、中度或是嚴重情況，逐日記錄發病狀況後，連續紀錄每日症狀分數1至2週後，定期與醫師諮詢及進行治療，以利病情的掌握。